# 伊塔巴亞納 (塞爾希培州)
10°41′06″S 37°25′30″W / 10.68500°S 37.42500°W
伊塔巴亞納（葡萄牙語：Itabaiana），是巴西的城鎮，位於該國東北部，由塞爾希培州負責管轄，始建於1675年，面積337平方公里，海拔高度188米，2013年人口91,873，人口密度每平方公里272.88人。